# غلوان
غلوان هي قرية في مقاطعة نقدة، إيران. يقدر عدد سكانها بـ 557 نسمة بحسب إحصاء 2016.